# Hippopotamus gorgops
Hippopotamus gorgops é uma espécie extinta de hipopótamo. Ele apareceu primeiro na África durante o Mioceno Superior, e eventualmente migrou até a Europa durante o Plioceno Inferior. Ele foi extinto durante a Era do Gelo.
Além disso foi a maior espécie deste gênero a existir, pois tinta incríveis 4.30m de largura, 2.10m de altura e pesava em torno de 3.900kg até 4 toneladas.